# Volkswagen Combi (type 2)
Pour les articles homonymes, voir Combi.
Pour un article plus général, voir Volkswagen Transporter.
Le Combi Volkswagen ou Volkswagen Type 2 T1 ou Transporter ou encore VW bus est un minibus compact lancé par le constructeur automobile allemand Volkswagen, en 1950. Après la Coccinelle, c'est la deuxième ligne de véhicules présentée par ce constructeur, qui connaîtra un succès durable. Après trois générations de moteurs installés à l'arrière du véhicule et à refroidissement par air, la sortie de la génération T4 marque en 1990 la fin du combi traditionnel, puisqu'elle inaugure une nouvelle architecture avec une traction avant qui donne une meilleure accessibilité pour le chargement du véhicule par l'arrière, architecture conservée sur les générations suivantes. La marque Volkswagen parle de Volkswagen Transporter avant et après ce changement complet d'architecture.
Le combi a été modifié en camping-car par le constructeur Westfalia dès 1950, et en partenariat avec Volkswagen à partir de 1961.
Le véhicule a été utilisé pour dériver la fourgonnette RAF-977.[réf. nécessaire]

## Genèse et développement
Le mot de « Combi » est l'abréviation du mot allemand Kombinationenwagen, qu'il est possible de traduire par « multi-usage » et devient, en France et en Belgique, le surnom de la version la plus répandue du Volkswagen T1 (le Split), T2 (le Bay window) et T3. Le T3 est la dernière génération du combi car il a les phares ronds et moteur à l'arrière. Les gens appellent cette troisième et dernière version du Combi un T3 mais officiellement T3 n’existe pas, chez Vw on parle de T25. Après le T25 on passe directement au T4 qui n'est plus un Combi. En Allemagne, pays d'origine, il est surtout connu sous l'appellation de « bouledogue », familièrement « Bulli », pour la ressemblance de la face avant des premières générations.
L'idée date de 1947 : les ouvriers de l'usine Volkswagen de Wolfsburg ont créé un véhicule utilitaire petit, robuste et économique, afin de transporter des objets lourds. Ben Pon, importateur néerlandais de la marque, comprend l'avantage du faible encombrement et de la grande habitabilité. L'idée parvient au patron du constructeur allemand, qui donne son autorisation pour sa production en 1949. Le véhicule est fabriqué à partir de la plateforme de la Coccinelle allongée, permettant de loger huit personnes. La présentation est faite en 1950 au Salon de Genève sous le nom de « Transporteur 1 » ou « T1 ». Les années suivantes, le « T1 » se voit décliné en plusieurs modèles tel le Samba en version minibus à 23 fenêtres, le pick-up ou le fourgon tôlé. Dès 1951, Westfalia est le premier à transformer le T1 pour le camping, suivi par d'autres proposant diverses transformations.

## Commercialisation

### Lancement
Pour des raisons fiscales, le Type 2 a été vendu aux États-Unis comme une fourgonnette. Les constructeurs américains tels Ford, Dodge et Chevrolet pouvaient monopoliser le marché commercial, à partir de 1964. Les petites fourgonnettes demeurent une grande catégorie de véhicules.
Le Type 2 est unique parmi les fourgonnettes commerciales ayant un moteur situé à l'arrière (les fourgons commerciaux modernes profitent au maximum de la zone de chargement arrière en ayant le moteur à l'avant ou sous le conducteur). L'autobus utilise encore cette conception du moteur arrière.
En Allemagne, la firme DKW avec son Tempo Wiking Schnellaster a essayé de rivaliser avec Volkswagen, sans beaucoup de succès en dépit de ses qualités évidentes.

### Versions
Le Combi est le premier Transporter de chez Volkswagen, comme au fil des générations, les Transporters n'ont plus rien à voir avec le premier modèle : on appelle surtout « Combi » les Transporters ayant le moteur à l'arrière et les phares ronds.
D'abord pur utilitaire dans un monde d'après-guerre manquant de moyens de transport, il a aussi été fabriqué en version minibus, dont un luxueux modèle, et en version camping-car. Il est donc le précurseur des camping-car.
De nos jours, ce véhicule connait un grand regain d'intérêt, il en devient un véritable phénomène de mode. Il est parmi les symboles les plus représentatifs des années 1960 et 1970 (notamment de la période hippie) et est synonyme d'aventures, de routards, de marginalité et plus généralement de liberté ou de cool attitude. Aujourd'hui les modèles de Combi ont souvent été améliorés avec l'ajout de freins à disques, de directions assistées, d'extincteurs automatiques ainsi que des optimisations fréquentes de la carburation pour un peu plus de puissance et pouvoir rouler facilement dans la circulation d'aujourd'hui[réf. nécessaire].
Le moteur étant à l'arrière, le modèle de Combi est assez confortable, le son caractéristique des quatre cylindres à plat de Ferdinand Porsche est très apprécié des connaisseurs[Interprétation personnelle ?].
Les modèles les plus rares font l'objet d'une spéculation importante [réf. nécessaire] et sont collectionnés.
Westfalia, aménageur allemand, en a fait le camping-car le plus répandu au monde[réf. nécessaire]. Les Combi aménagés par l'équipementier camping-car en Amérique du Nord sont parfois appelés « Combi Westfalia ».
Le Combi volkswagen bénéficiera d’une transmission intégrale qui s’est vendue à peu d’exemplaires[réf. nécessaire].

### Production
Il est possible de résumer succinctement les évolutions selon les années :
- 23 avril 1947 - Premier prototype ; accord pour la production en 1949
- janvier 1950 - Sept véhicules seulement sortent de l'usine de Wolfsburg, puis trois en février[réf. nécessaire] ;
- mars 1950 - Présentation du Transporter « T1 », nom officiel, au salon de Genève[1], l'unique modèle (code 21) est commercialisé 585 DM de l'époque ; jusqu'en 1967, 1,8 million d'exemplaires seront fabriqués[1].
- août 1967 - Présentation du Transporter « T2 ». Les première et seconde générations se différencient principalement par les pare-chocs avant-arrière, les feux arrière et l'entrée d'air moteur. Ainsi, la variante modernisée T2b apparaît fin 1972, précédée d'un modèle dit de transition ;
- juillet 1979 - Présentation du Transporter, 3e génération, plus familièrement appelé « T3 ».

Le T3 sera le dernier Transporter à moteur arrière, perdant au passage le refroidissement à air des débuts en 1982. Cette même année verra l'apparition de la première motorisation diesel, et le passage de toute la gamme, essence et diesel, au refroidissement par eau.
La variante Syncro offrira quatre roues motrices, étudiées par la firme autrichienne Steyr-Puch ;
- 1990 - Fin de production en Europe du Transporter T3 marquant la fin de la production des Combis en Europe.

Le T3 sera toutefois produit jusqu'en 2003 en Afrique du Sud, avec des motorisations spécifiques (moteur 1800 Golf, 2,3 et 2,6 litres Audi à cinq cylindres, et même une très petite série à moteur V6 Ford) ;
- 1992 - Refabrication à 2 500 exemplaires — et à la demande de la clientèle — du T3 nommé pour l'occasion « Last Limited Edition : LLE » [réf. souhaitée];
- 2013 - Arrêt de la fabrication du Combi au Brésil[3].

Le T2, c'est-à-dire Type 2 de deuxième génération, a été produit au Brésil jusqu'en 2013, recevant une mécanique moderne de Volkswagen Polo. La façade est alors munie d'un radiateur d'eau inexistant sur les modèles produits entre 1968 et 1979.
Cependant, Volkswagen a annoncé la fin programmée de la production pour le 31 décembre 2013. La législation, imposant ABS et coussin gonflable de sécurité (« airbag ») et entrant en vigueur au 1er janvier 2014, aura eu raison de lui après une production ininterrompue durant 63 années.
Un fait fascinant sur la production du VW Bus T1 est que son concept provient de Ben Pon, un importateur néerlandais de VW. Pon a esquissé le premier design du bus en 1947, établissant ainsi une nouvelle classe de véhicule. Le premier prototype a été achevé en trois mois, utilisant une construction en échelle plutôt que la base initialement plus faible de la Coccinelle.
La production du Transporter T3, le dernier avec la mécanique à l'arrière, a cessé en Afrique du Sud en 2003[réf. souhaitée].
Volkswagen après une interruption de près de 20 ans de la production et de la distribution de pièces, a décidé de reprendre la distribution de pièces à des prix très élevés[réf. nécessaire][Quand ?].
Perdant en 1991 son implantation mécanique « tout à l'arrière » des débuts, la quatrième génération dénommée simplement « Transporter T4 » devient un véhicule traction avant et marque la fin de l’appellation « Combi »[réf. souhaitée].

## Galerie

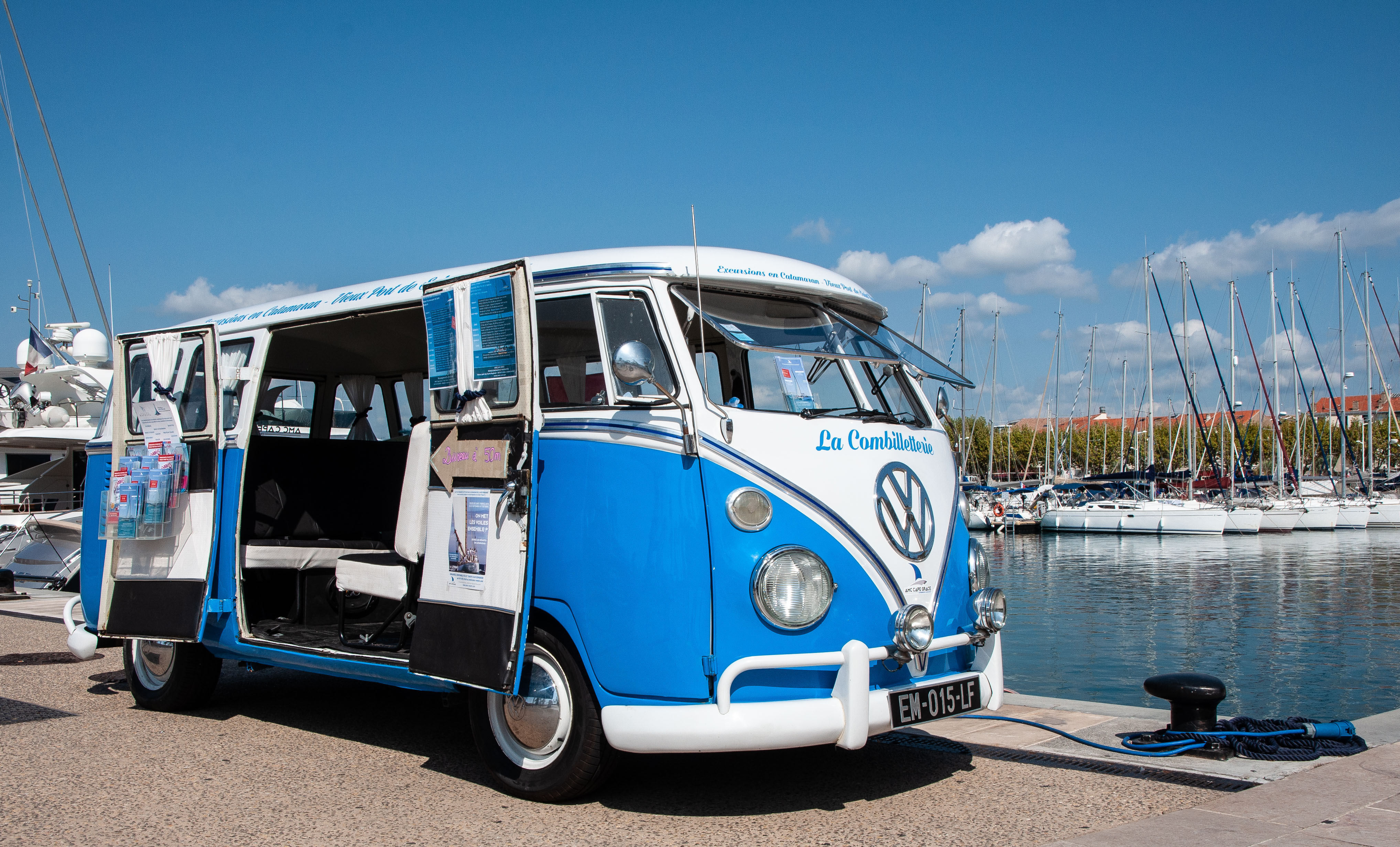
Combi T1.
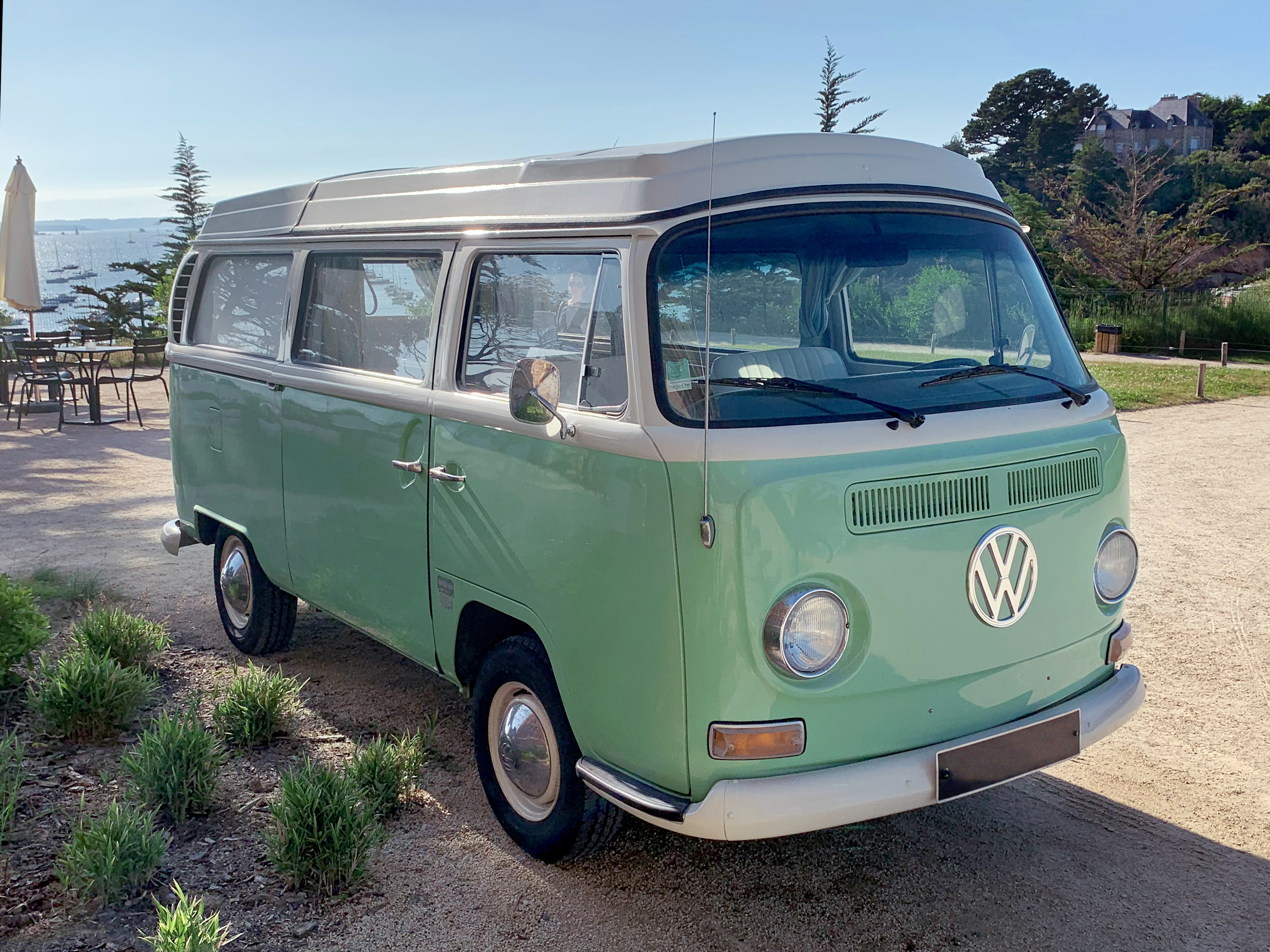
Combi T2.
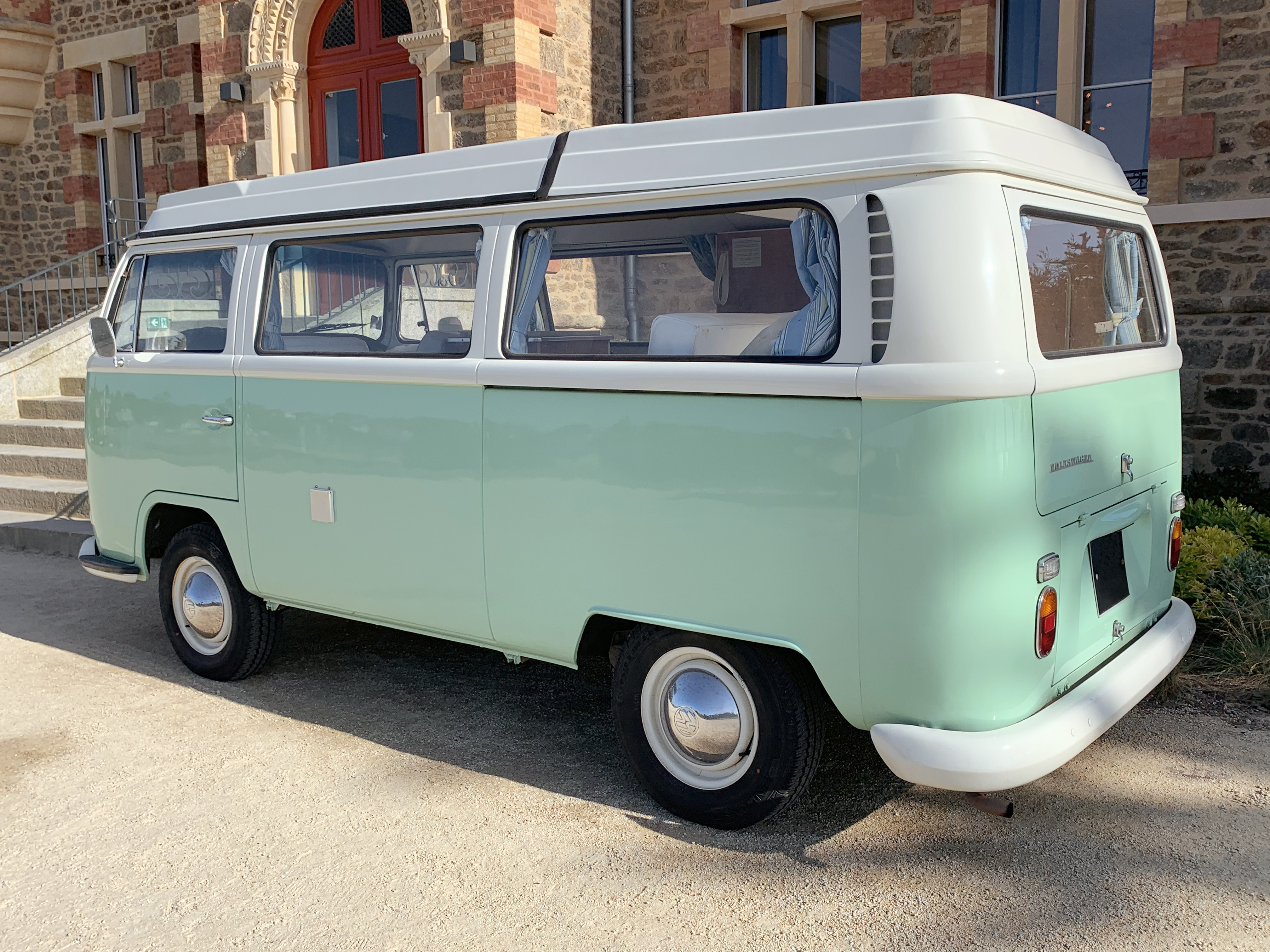
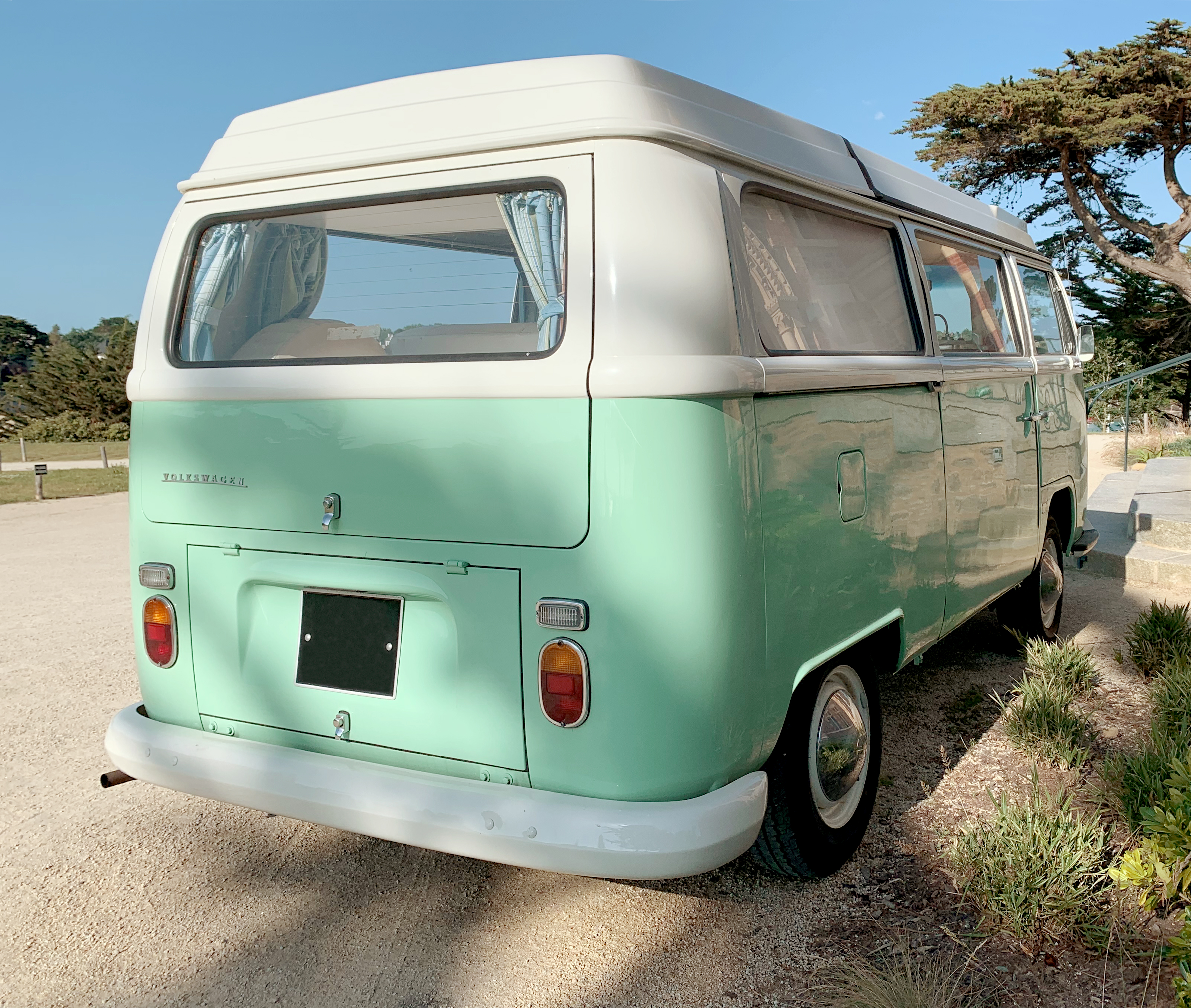
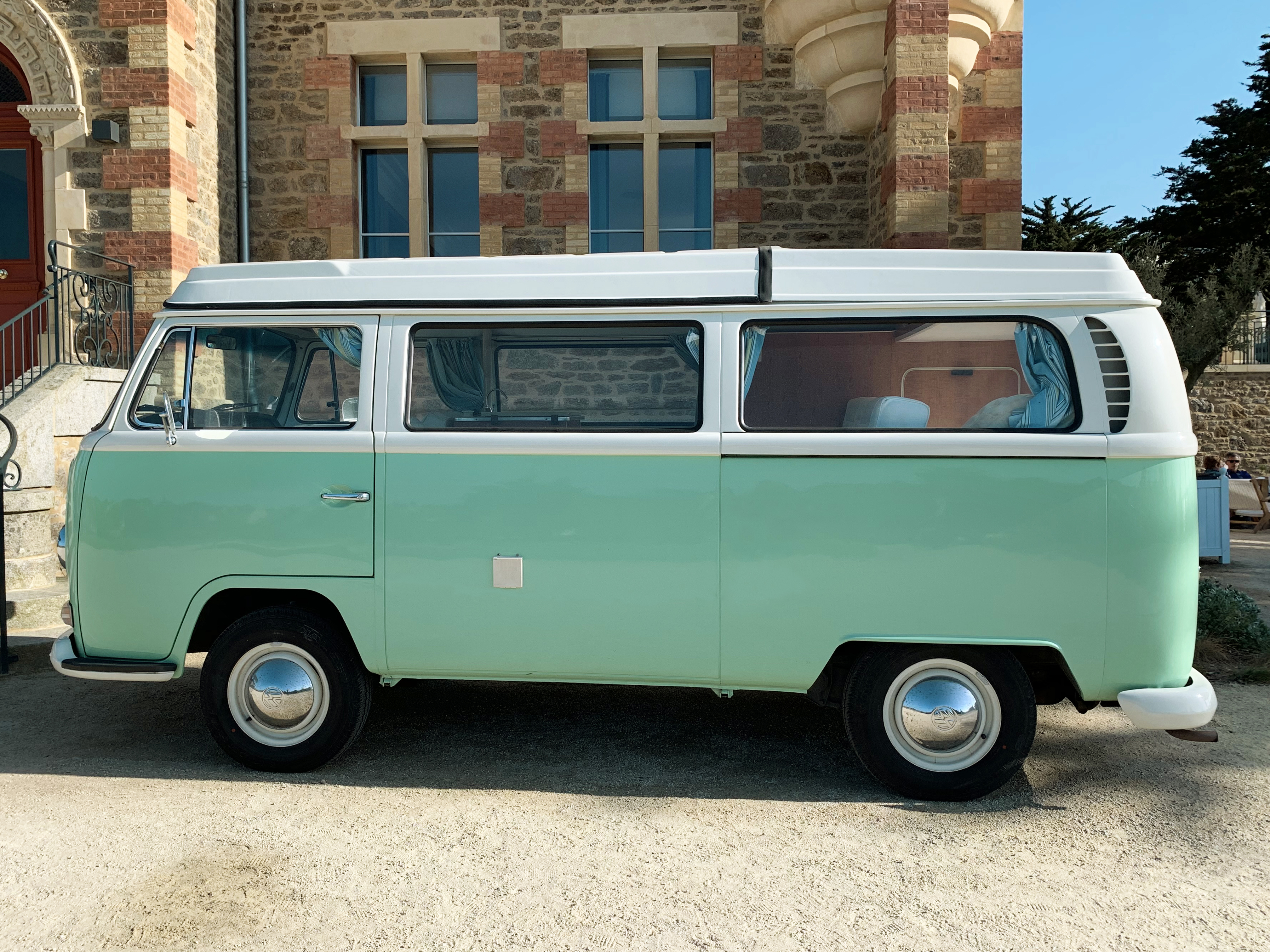
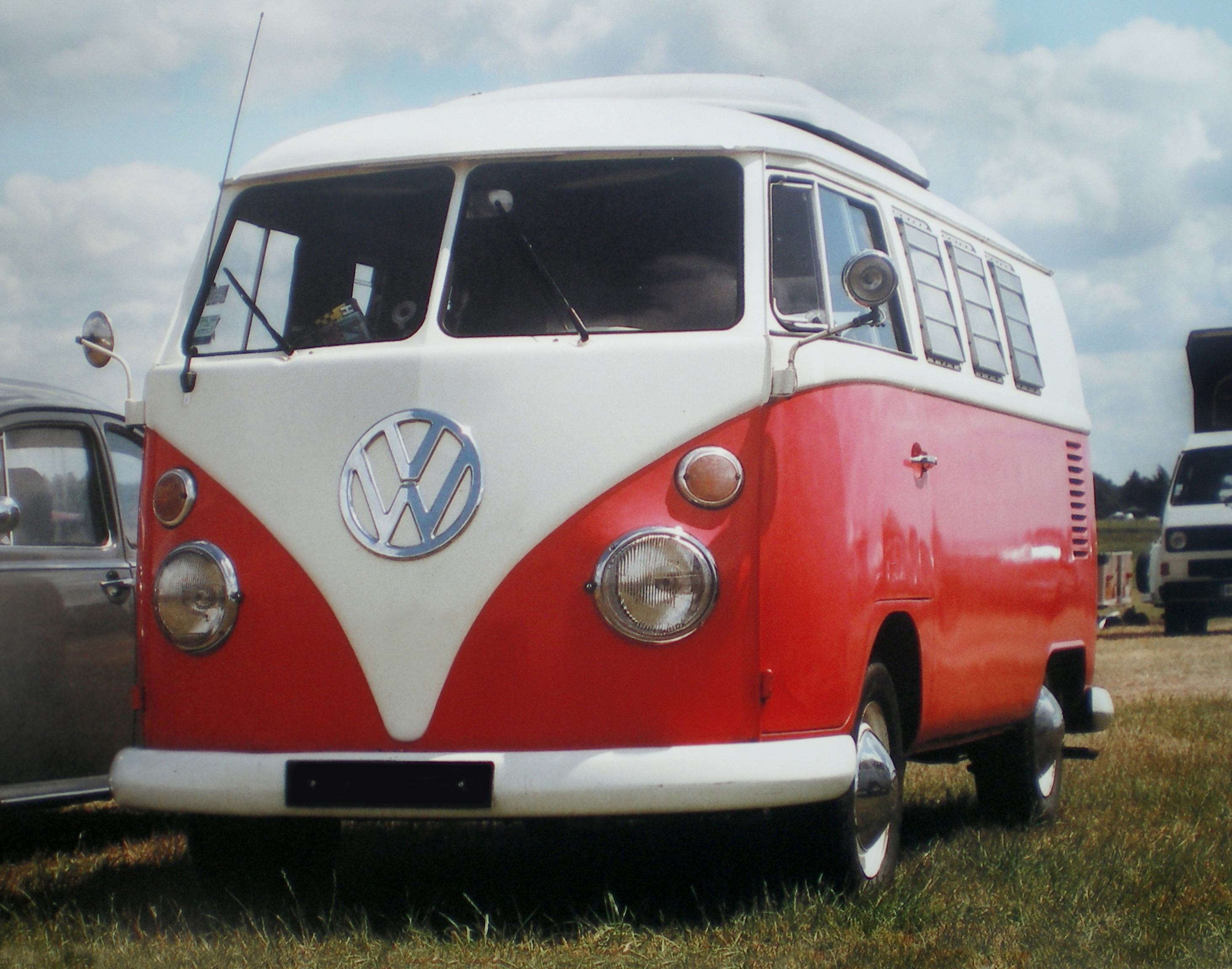
Un Combi Split du milieu des années 1960.
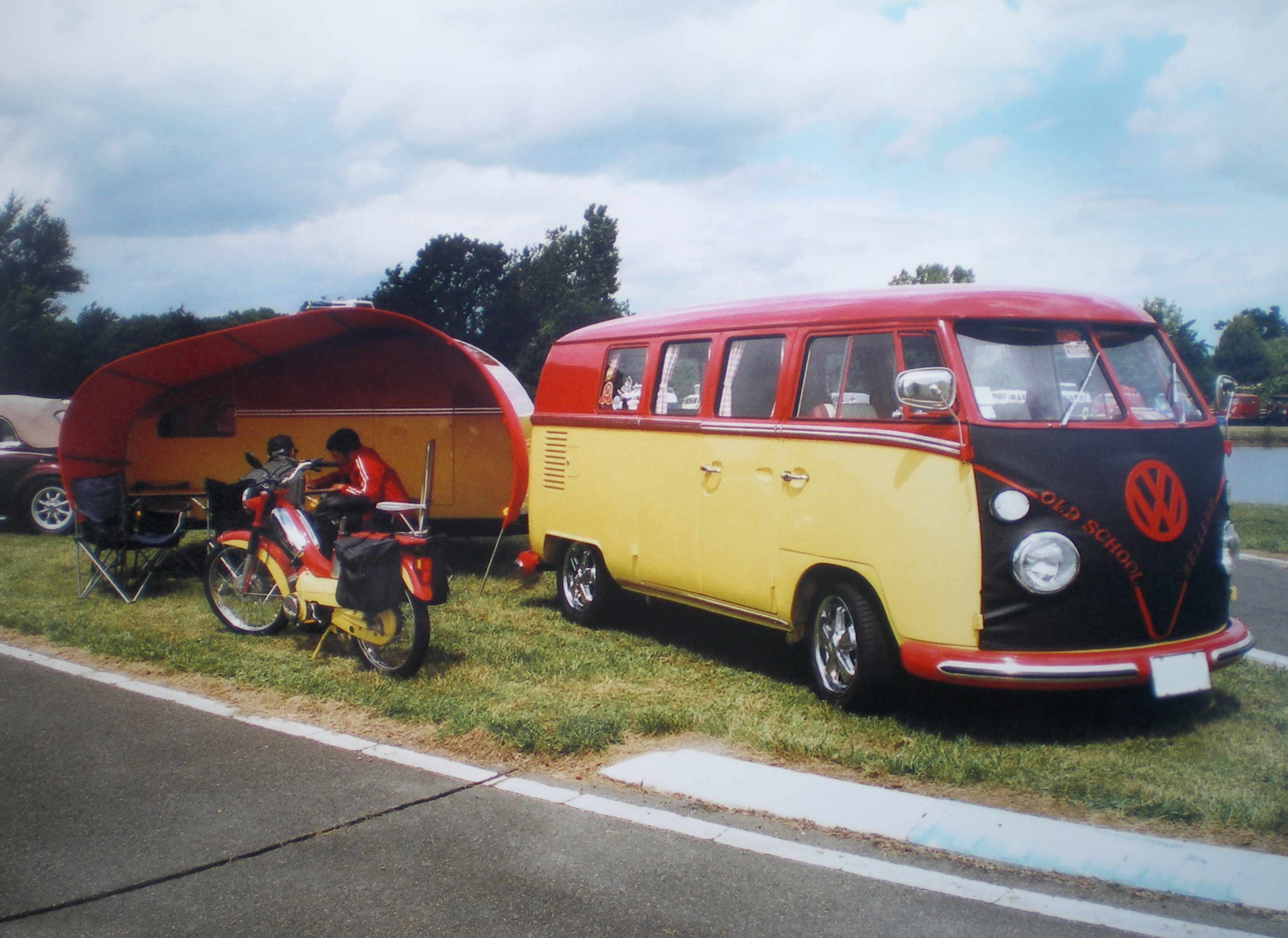
Un Combi Split accompagné de sa caravane et d'un cyclomoteur, tous les deux assortis. La face avant du Combi est couverte d'une housse pour protéger sa peinture des gravillons de la route.
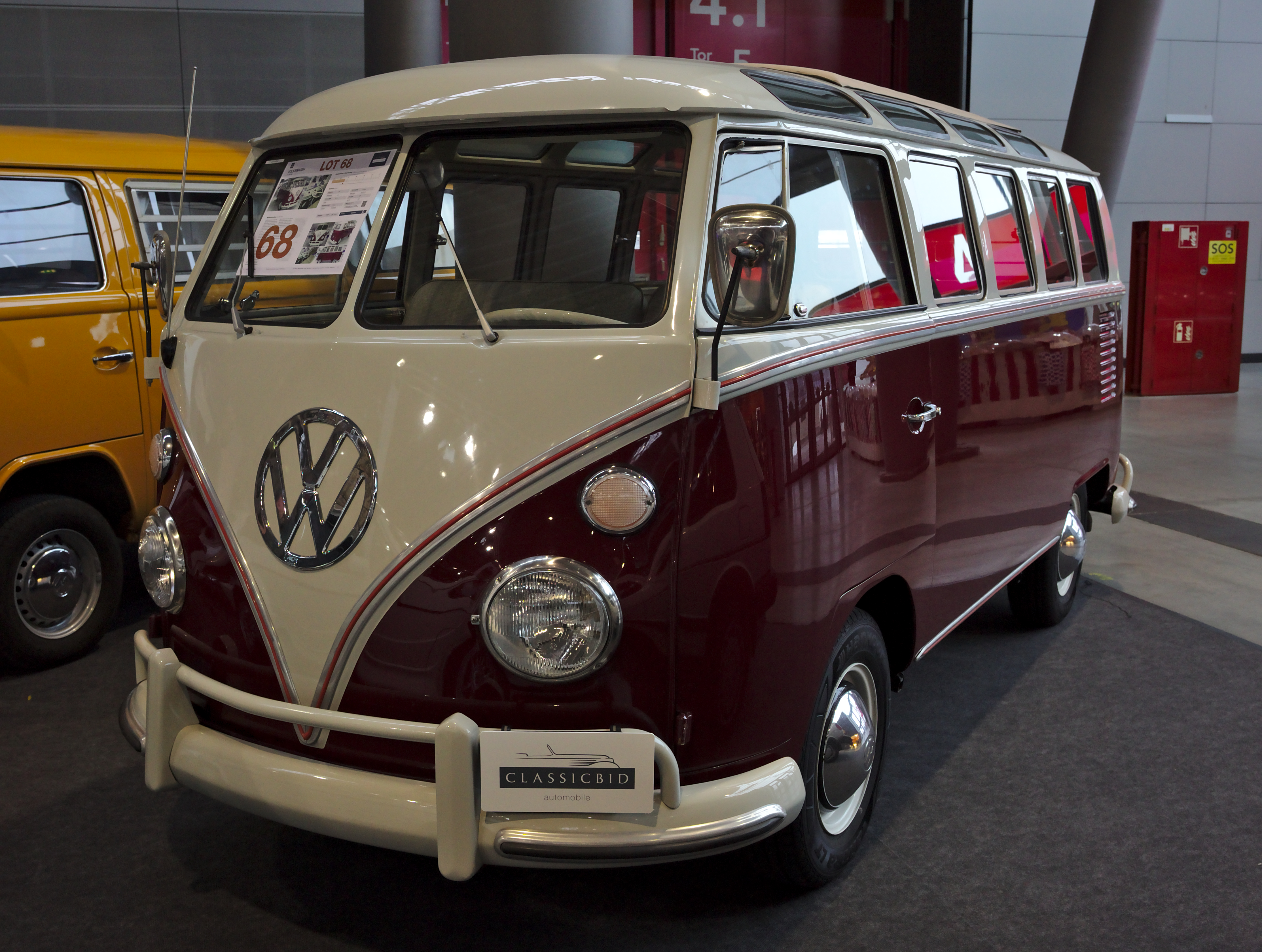
Un Combi Split, capote de toit repliée, paré pour la route.
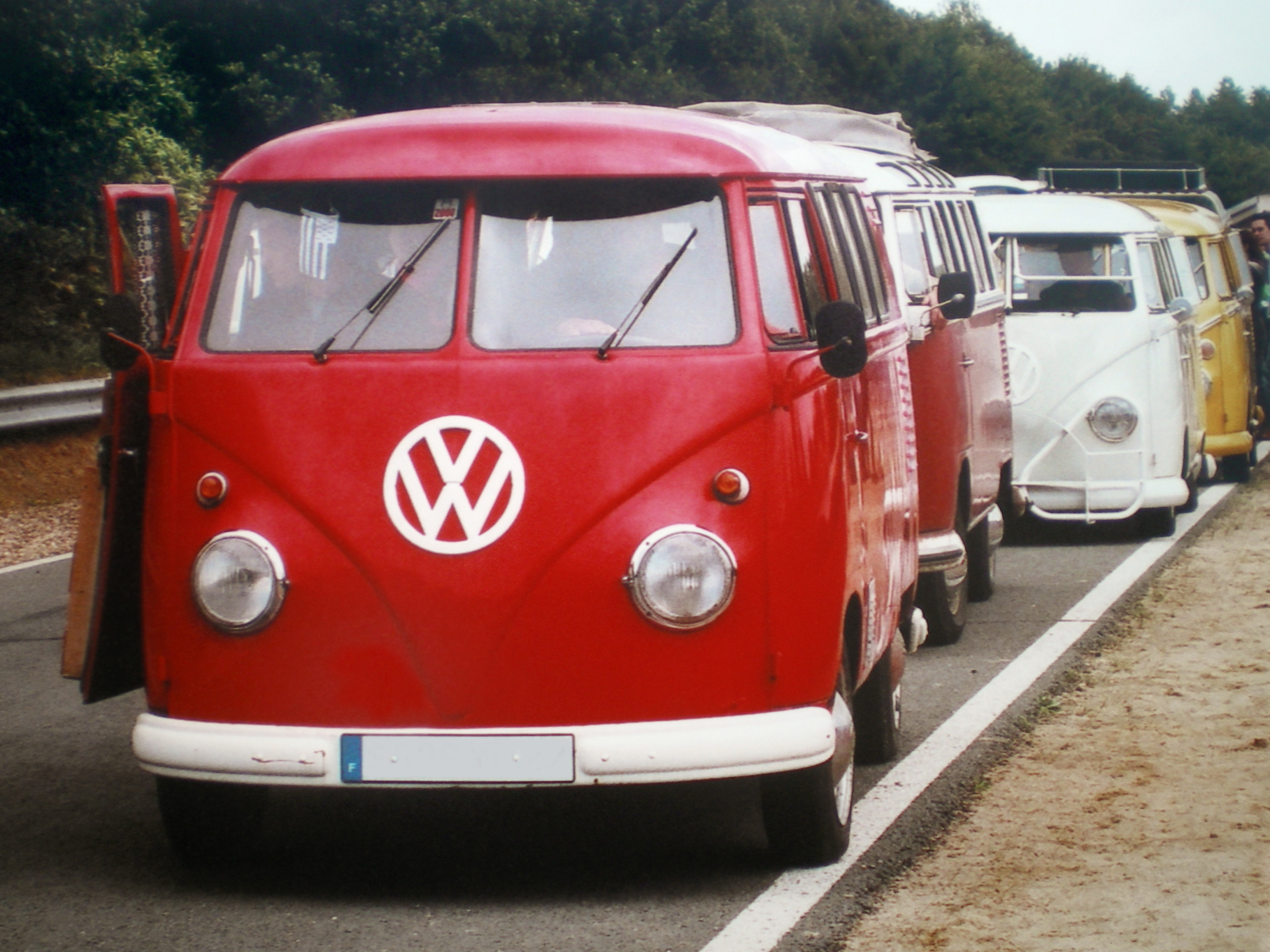
Un Combi Split à la tête de ses semblables.
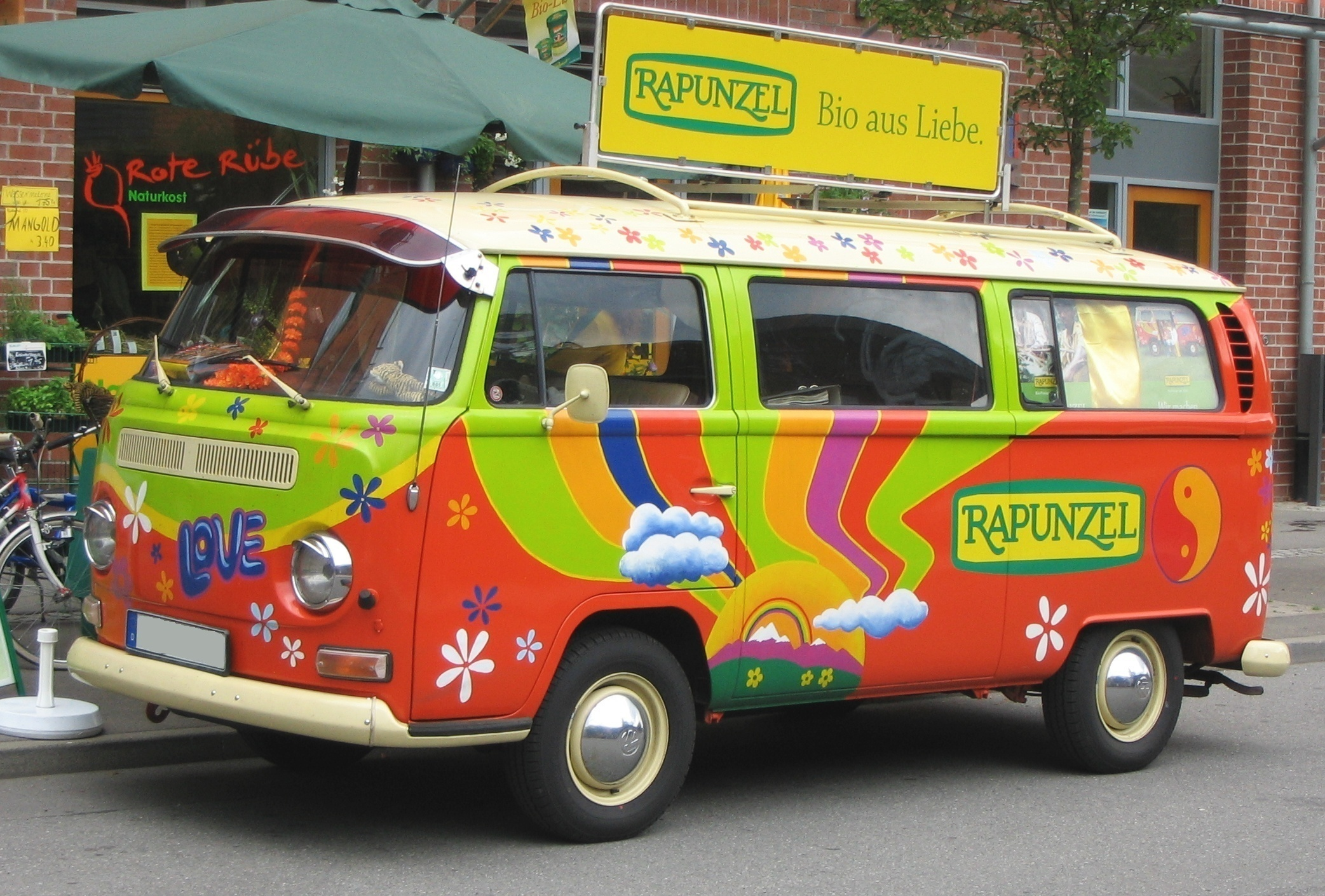
Un Combi aux couleurs d’une marque d’aliments bio dont le nom fait référence au conte Raiponce des Frères Grimm.
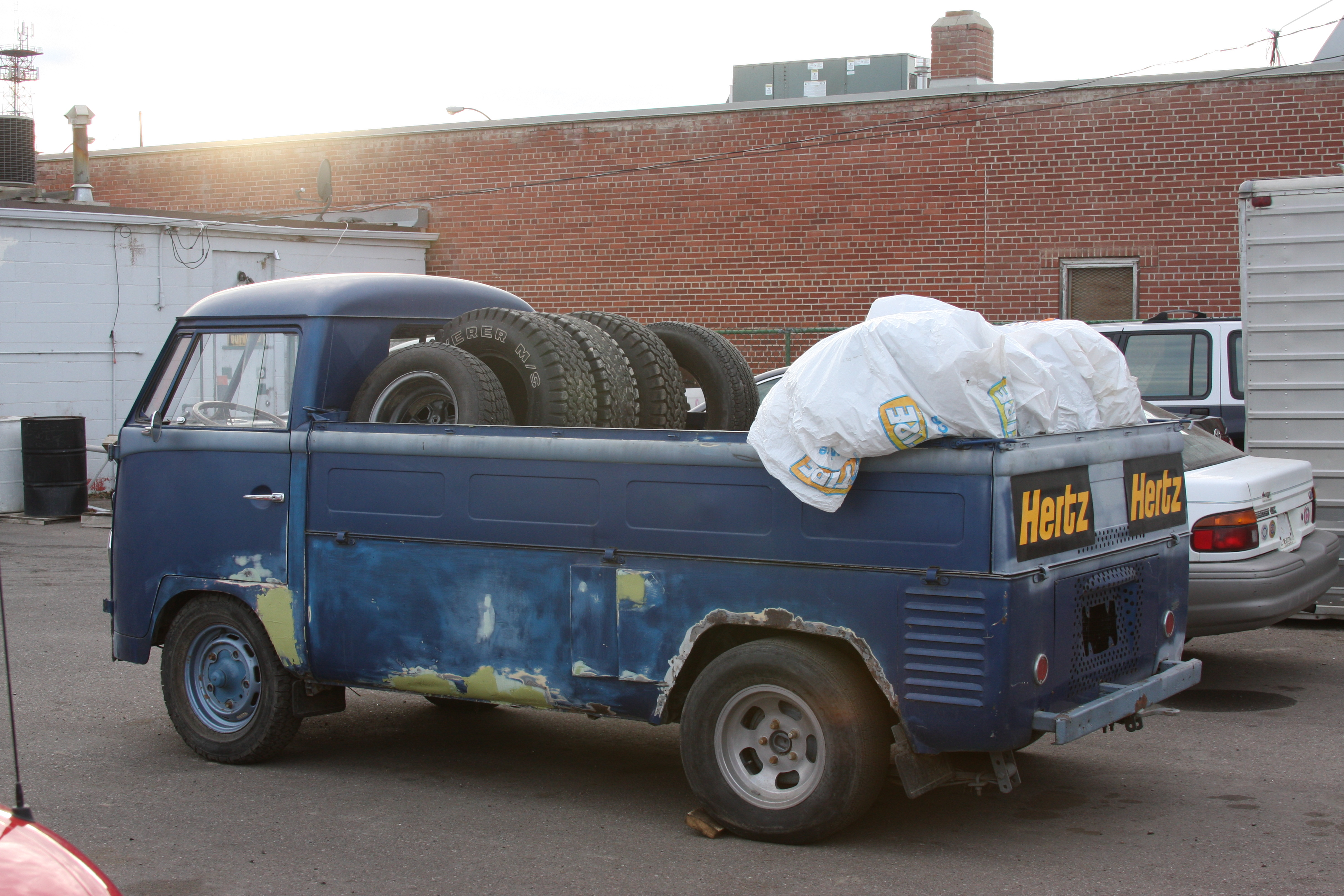
Version pick-up.
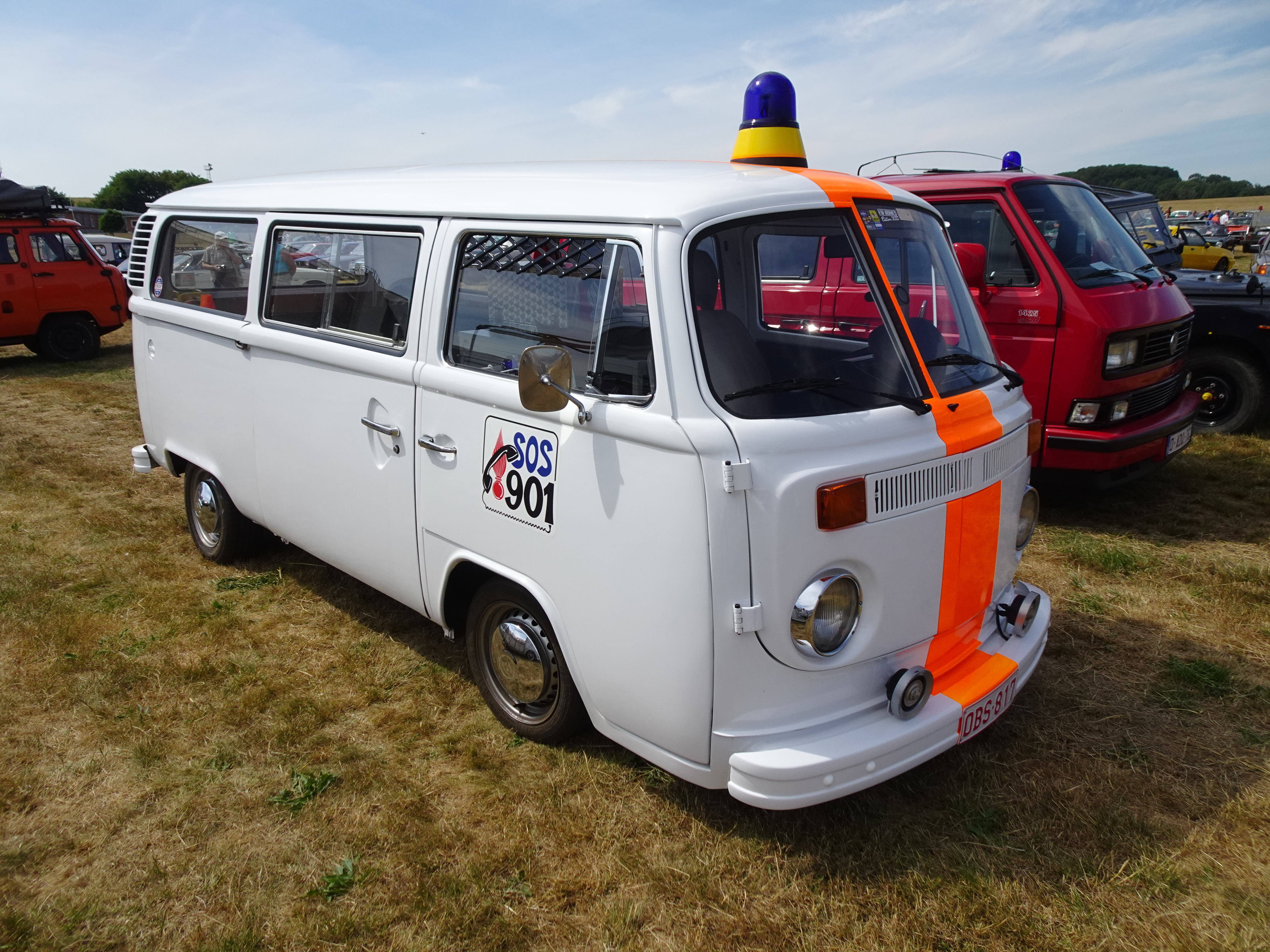
Un Volkswagen T2 combi de la Gendarmerie belge
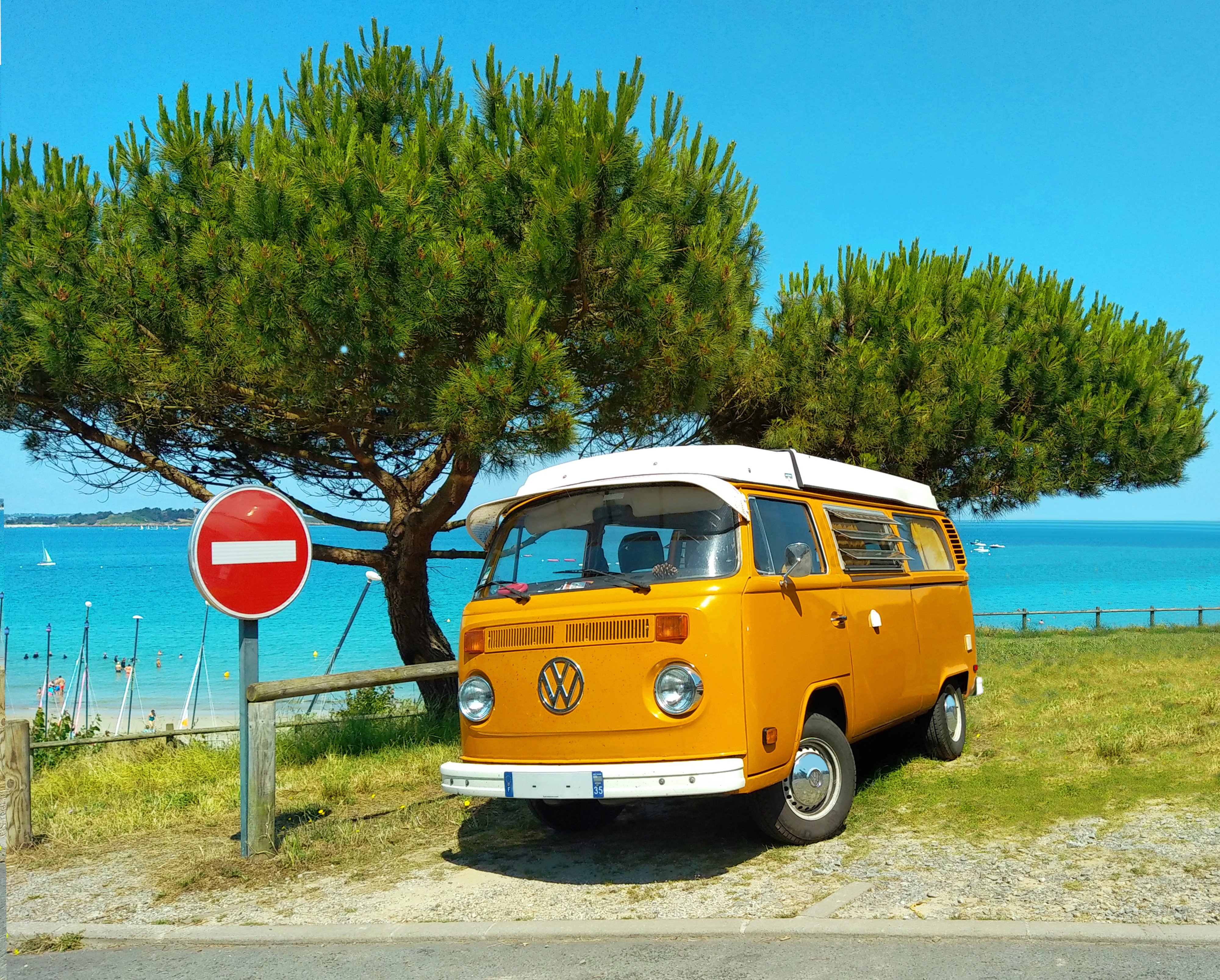
VW Combi T2 Westfalia Campmobile couleur Chrome Yellow, avec un toit « Pop Top », à Lancieux.
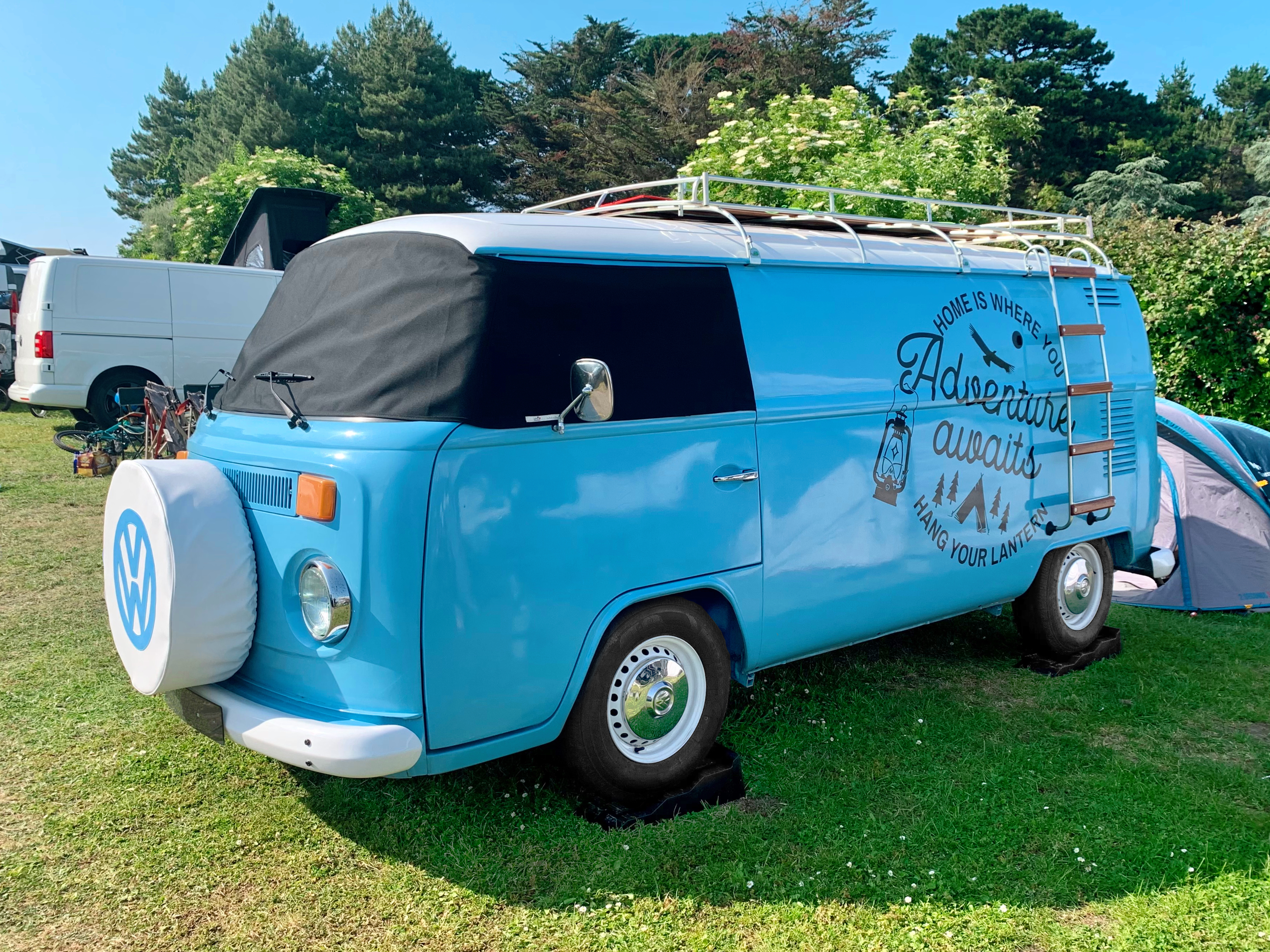
Un T2 Adventure Awaits - Home is where you hang your lantern, lors du Breizh Vanlife Festival 2023 organisé sur le camping de Saint-Malo situé sur le glacis du fort de la Cité d’Aleth.

## Renaissance
Malgré le scandale du « dieselgate » de Volkswagen, cette marque a dévoilé une première photo teaser d'un concept-car électrique qui est dévoilé au salon CES de Las Vegas en 2016, qui s'ouvre du 6 au 9 janvier. Ce concept prend l'aspect d'un fourgon qui tente de reprendre quelques traits des Combis et qui sera 100 % électrique et autonome et qui se situera entre les véhicules utilitaires de VW, les Caddy, Transporter et Crafter. Il s'appellera Budd-e et sera produit en 2019.
En 2017, Volkswagen dévoile le concept ID. Buzz, un autre héritier du Combi, 100 % électrique, qui tente de surfer sur la mode Combi en reprenant des traits du design des premiers Combis T1. Celui-ci sera commercialisé en 2022 et sera apte à la conduite autonome.

## Dans la culture

### Dans la littérature
- Cul-de-sac/Piège nuptial (The Dead Heart, 1994), Douglas Kennedy, Gallimard, 1997 (première traduction) - Belfond, 2008.
- La Chapelle des damnés, Samuel Gance, 2013.
- En camping-car, Ivan Jablonka, éd. Seuil, 2018 (à propos du Combi VW de sa famille dans les années 1980)[8].
- Dans toutes les œuvres de Scooby-doo la "Mystère Machine" est un combi peint de façon psychédélique.

### Au cinéma
- 1985 : Retour vers le futur
- 1995 : Gazon maudit
- 2006 : Cars
- 2006 : Little Miss Sunshine
- 2013 : Les Grandes Ondes (à l'ouest)
- 2016 : À fond, seulement évoqué par la jeune fille gothique au début du film

### À la télévision
- 2014 : Meurtres en eaux troubles[9]
- 2019 : Noces d'or (téléfilm)

### En bande dessinée
- 1965-1980 : la série Les Franval met en scène le Combi comme moyen de transport de cette famille d'aventuriers. Elle est pré-publiée dans le Journal de Tintin où le Combi est régulièrement en couverture.